# Emilio de Bono
Emilio De Bono (Cassano d’Adda, 1866. március 19. – Verona, 1944. január 11.) olasz katonatiszt, első világháborús veterán, a fasiszta mozgalom egyik alapító tagja volt, aki 1943-ban támogatta Benito Mussolini lemondatását, ezért kivégeztették.

## Katonai pályafutása
Jóval a katonai akadémia elvégzése után, 1912-ben, az olasz–török háború során tűnt fel, amikor is érdemeiért a Bersaglieri nevet viselő elit lövészek őrnagyává nevezték ki. Az első világháborúban 1916-ban Görznél és 1918-ban Monte Grappa mellett tüntette ki magát, végül 1920-ban vezérőrnagyi rangban szerelt le.

## A fasiszta mozgalomban
A világháború után támogatta Benito Mussolini frissen megalakult fasiszta mozgalmát, és leszerelése után a fegyveres alakulatok, a squadrák meghatározó alakja lett. 1922-ben ő lett a Marcia su Roma megszervezésére kijelölt egyik quadrumvir. Később az olasz rendőrség, majd az MVSN néven egyesült milícia parancsnoka lett, 1925-ben pedig kinevezték az egyik líbiai tartomány, Tripolitánia kormányzójává. 1929-ben gyarmatügyi miniszter lett.
1935-ben De Bonót nevezték ki az etiópiai háború főparancsnokává, azonban a hadműveletek elhúzódása miatt Pietro Badoglio váltotta fel. Cserében 1935. november 16-án De Bonót marsalli rangra emelték. 1942-ben újabb megtiszteltetés érte, amikor elfoglalhatta az államminiszteri széket.

## A vég
A felé irányuló kivételes jóindulat ellenére 1943. július 25-én De Bono is a Fasiszta Nagytanács azon tagjai közé tartozott, akik Mussolini leváltása mellett szavaztak. Miután a nácik kiszabadították a diktátort és megtették bábnak az Olasz Szociális Köztársaság élére, De Bonót elfogták. Nyilvános veronai perében (1944. január 8–január 9.) három „puccsista” társával (köztük a Duce vejével, Cianóval) együtt halálra ítélték. Az ítéletet január 11-én sortűz által hajtották végre.